# Jeanne d’Arc

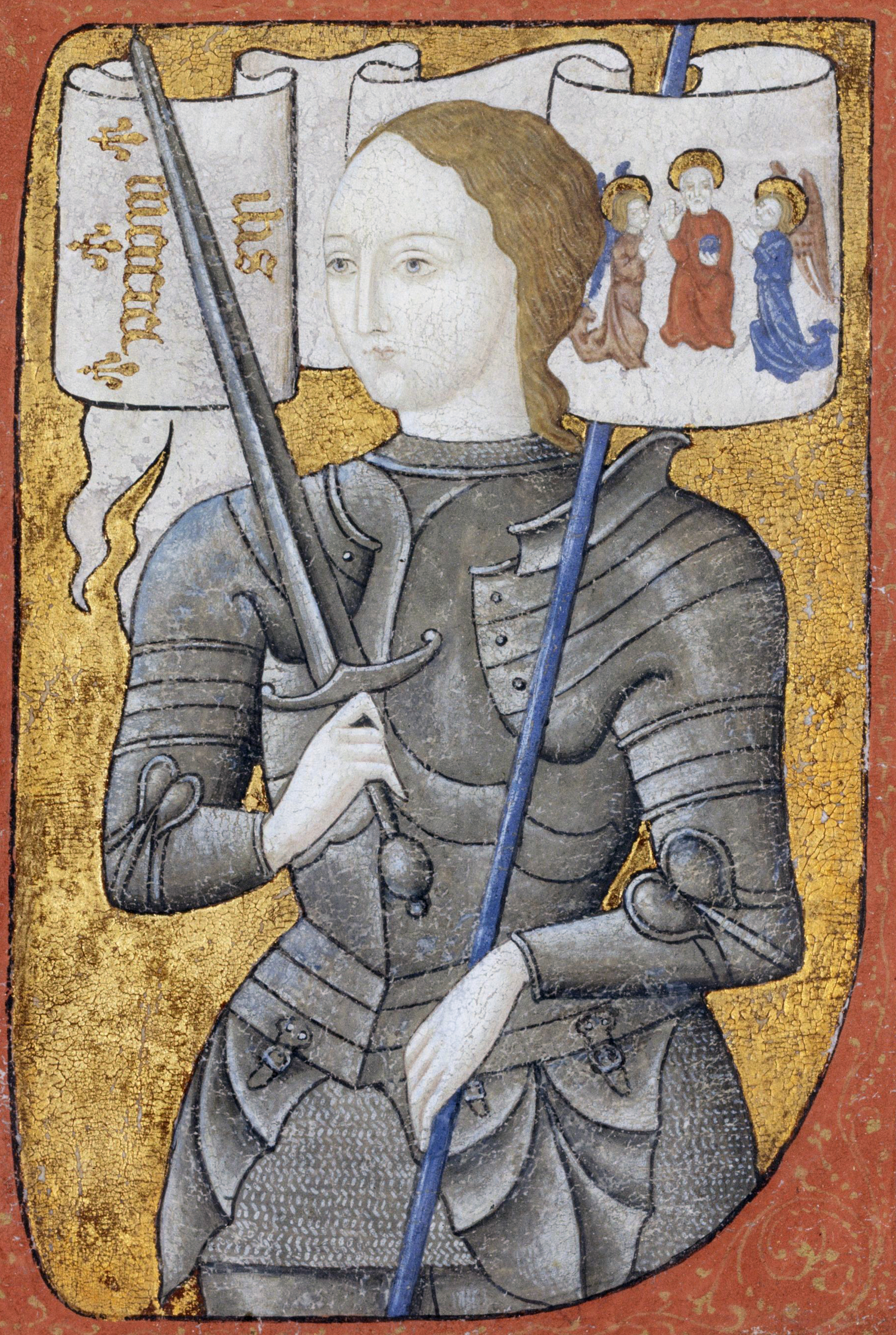
Jeanne d’Arc (Miniaturmalerei eines unbekannten Malers, spätes 19. oder frühes 20. Jahrhundert; ein zu Lebzeiten entstandenes Bild ist nicht überliefert.)

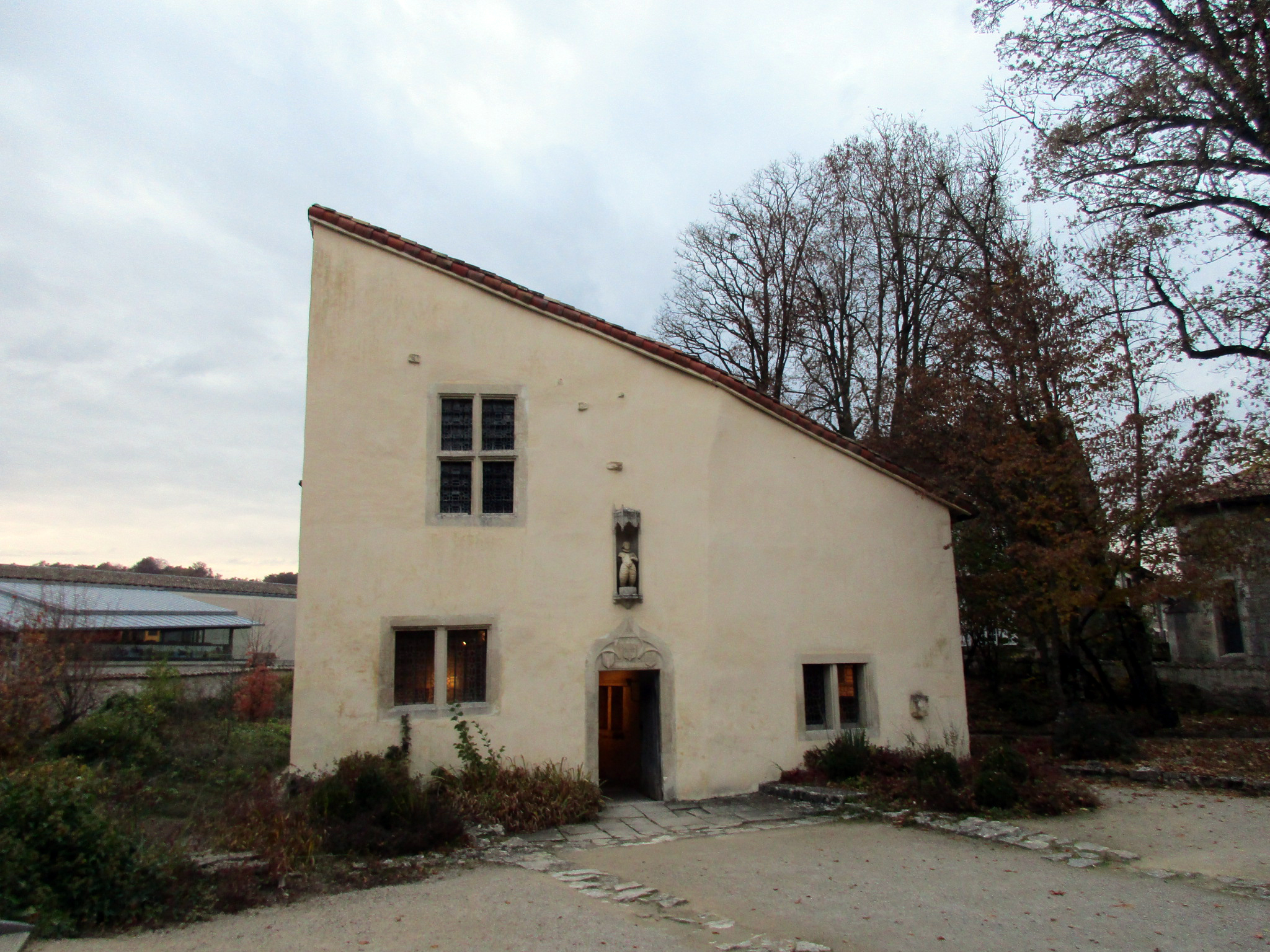
Geburtshaus von Jeanne d’Arc in Domrémy-la-Pucelle

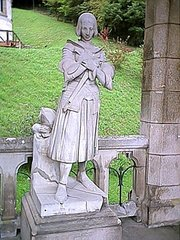
Jeanne d’Arc (Basilika von Bois-Chenu, Domrémy)

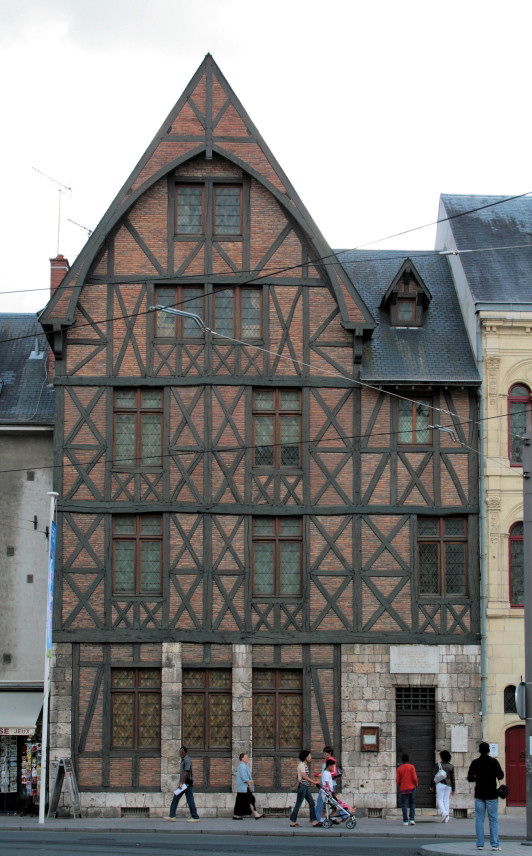
Maison de Jeanne d’Arc in Orléans mit Ausstellungen über Jeanne d’Arc (2008)

Jeanne d’Arc [ʒanˈdaʁk] (* vermutlich 1412 in Domrémy, Lothringen; † 30. Mai 1431 in Rouen, Frankreich), auch Jehanne d’Arc, im deutschsprachigen Raum auch Johanna von Orléans oder Jungfrau von Orléans genannt, war eine französische Widerstandskämpferin im Hundertjährigen Krieg, einem bewaffneten Konflikt zwischen England und Frankreich im 15. Jahrhundert, und wurde deswegen später zur französischen Nationalheldin. Sie wird in der römisch-katholischen Kirche als Jungfrau und Heilige verehrt.

Karte Frankreichs mit den Routen Johannas von Domremy nach Chinon und von Orleans nach Reims

Während des Hundertjährigen Krieges verhalf sie bei Orléans dem Dauphin und späteren französischen König Karl VII. zu einem Sieg über Engländer und Burgunder. Anschließend geleitete sie Karl zu seiner Königssalbung nach Reims. Nach der Niederlage der Franzosen in der Schlacht von Compiègne wurde Jeanne d’Arc am 23. Mai 1430 durch Johann II. von Luxemburg gefangen genommen, später an die Engländer ausgeliefert und schließlich in einem kirchlichen Verfahren des Bischofs von Beauvais, Pierre Cauchon, der pro-englisch eingestellt war, aufgrund verschiedener Anklagen verurteilt. Am 30. Mai 1431 wurde Jeanne d’Arc im Alter von 19 Jahren auf dem Marktplatz von Rouen auf dem Scheiterhaufen verbrannt.
24 Jahre später strengte die Kurie einen Revisionsprozess an, in dem das Urteil aufgehoben und Jeanne zur Märtyrerin erklärt wurde. Im Jahr 1909 wurde sie von Papst Pius X. selig- und 1920 von Papst Benedikt XV. heiliggesprochen. Ihr Gedenktag ist der 30. Mai. An diesem Tag gedenkt man ihrer auch in der Church of England.

## Geschichtlicher Hintergrund
Im Hundertjährigen Krieg versuchte das englische Königshaus aufgrund erbrechtlicher Zusammenhänge seine Ansprüche auf den französischen Thron durchzusetzen. Vorausgegangen war der Tod des französischen Königs Karl IV. Der seit 1328 in England herrschende König Eduard III. erhob als Sohn von Isabelle, der Tochter Philipps IV. „des Schönen“, Anspruch auf den Thron. Französische Rechtsgelehrte akzeptierten diesen Anspruch jedoch nicht, da Frauen und deren Erben von der Thronfolge grundsätzlich ausgeschlossen waren. Schließlich wurde Philipp VI. als Nachfahre der Kapetinger aus der Nebenlinie der Valois am 28. Mai 1328 in Reims zum König gesalbt. Nach der Konfiszierung des englischen Herzogtums Guyenne 1337 durch Philipp VI. landete Eduard III. mit 4.000 Rittern und 10.000 Bogenschützen in der Normandie.
1415 besiegte der englische König Heinrich V. die Franzosen in der Schlacht von Azincourt und erhob erneut Anspruch auf den französischen Thron. Englische Truppen hatten den Norden des Landes bis zur Loire besetzt. Orléans, der Schlüssel zur Überquerung des Flusses, war von John of Lancaster, einem Bruder Heinrichs V., eingekesselt (→ Belagerung von Orléans).

## Leben

### Kindheit und Jugend
Weder für Jeanne d’Arcs genauen Tag der Geburt noch für das Geburtsjahr gibt es eine zuverlässige Quelle. Sie wurde während der zweiten Hälfte des Hundertjährigen Krieges in Domrémy, einem kleinen Dorf an der Maas, um 1412 als Tochter von Jacques Darc (oder Jacques Tarc, Tare, Dart, Day, Daix) und Isabelle Romée in eine wohlhabende Bauernfamilie geboren. Die üblich gewordene Schreibweise „d’Arc“ taucht erst im 16. Jahrhundert auf, um die Nobilitierung der Familie anzudeuten.
Mit 13 Jahren hatte Jeanne d’Arc laut Gerichtsprotokoll ihre ersten Visionen. In diesen hörte sie die Stimme der Heiligen Katharina. Später kamen die des Erzengels Michael und der Heiligen Margareta hinzu. Von ihnen erhielt sie den Befehl, Frankreich von den Engländern zu befreien und den Dauphin zum Thron zu führen. Die Erscheinungen wiederholten sich. Gegen Ende Dezember 1428 verließ Jeanne ihr Elternhaus.

### Wirken im Hundertjährigen Krieg

Jeanne d’Arc bei der Königssalbung Karls VII. (Historiengemälde von Dominique Ingres, 1854)

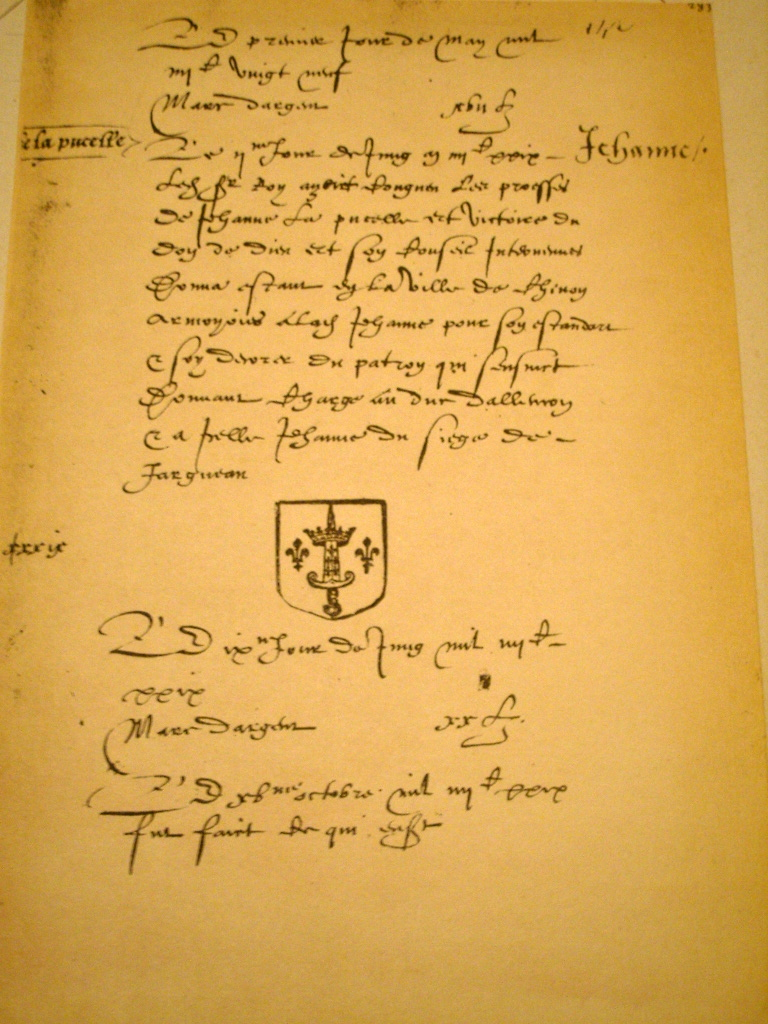
Königliches Adelspatent 1429: Karl VII. erhebt Jeanne d’Arc samt Familie in den Adelsstand und verleiht ihnen ein Wappen.

Wappen von Jeanne d’Arc

Am 1. Januar 1429, im Alter von fast 17 Jahren, versuchte Jeanne d’Arc zum ersten Mal, beim Stadtkommandanten der Festung Vaucouleurs, Robert de Baudricourt, vorzusprechen. Beim dritten Versuch bekam sie eine Audienz. Nachdem sie ihn nach einer erfolgreichen Prüfung ihres Glaubens überzeugt hatte, indem sie ein Kreuz küsste, gab er ihr am 22. Februar 1429 eine Eskorte (Jean de Metz, Bertrand de Poulengey; Anhänger des Dauphins) mit, die sie zu Karl VII. nach Chinon begleiten sollte, das sie am 5. März 1429 nach elf Tagen Ritt durch Feindesland erreichte. Ein Empfehlungsschreiben Baudricourts kündigte ihren Empfang am französischen Hof an. Sie wurde vom Dauphin empfangen. Jeanne überzeugte ihn, dass sie im Namen des Himmels gekommen sei, um Frankreich aus der misslichen Lage zu retten, und sicherte ihm zu, dass er in Reims zum König von Frankreich gesalbt würde. Niemand weiß genau, wie Jeanne den Dauphin überzeugte; es ist nur bekannt, dass sie sich mit ihm in ein Zimmer zurückzog und ihn angeblich an einer ihrer Visionen teilhaben ließ.
In Poitiers ließ der Dauphin Jeanne drei Wochen lang von Geistlichen und hochgestellten Persönlichkeiten auf ihre Glaubwürdigkeit prüfen und ihre Jungfräulichkeit von Hofdamen untersuchen. Nach erfolgreichem Bestehen beider Prüfungen beschloss der Kronrat, ihr eine Rüstung anfertigen zu lassen, und stellte ihr eine kleine militärische Einheit zur Seite, zu der kampferfahrene Leute wie etwa Étienne de Vignolles, besser bekannt als La Hire („der Wilde“), und Gilles de Rais gehörten. Ihr erster Auftrag war es, einen Proviantzug nach Orléans durchzubringen. Am 29. April kam ihr Zug in der eingeschlossenen Stadt an. Die Truppen in Orléans wurden von dem Erfolg motiviert und ließen sich überzeugen, einen Ausfall zu wagen. Am 7. Mai ritt Jeanne d’Arc voran. Von einem Pfeil getroffen und vom Pferd geworfen, blieb sie dennoch auf dem Feld. Das beeindruckte ihre Mitkämpfer und steigerte die Kampfbereitschaft des Heeres. Einen Tag später zogen die Engländer von der aussichtslos gewordenen Stellung ab. Der 8. Mai wird in Orléans als Tag der Befreiung gefeiert. Bis zum 17. Juni 1429 waren die Engländer unter der Mitwirkung Jeanne d’Arcs aus den Burgen südlich der Loire vertrieben. Später, nach ihrem Sieg über die englische Verstärkungsarmee auf offenem Feld in der Schlacht bei Patay am 18. Juni, war auch der Weg nach Reims für den Dauphin offen, wo man am 16. Juli einmarschierte.
Am 17. Juli 1429 wurde der Dauphin, wie von Johanna von Orléans prophezeit, in der Kathedrale von Reims als Karl VII. gesalbt; Jeanne nahm, mit der Siegesfahne neben dem Altar stehend, an der Feier teil. Der Ruhm Jeanne d’Arcs war auf dem Höhepunkt. Ihr Vater erhielt vom König als Zeichen der Dankbarkeit die Steuerfreiheit. Die königlichen Ratgeber unterminierten den Einfluss Jeanne d’Arcs. Immer wieder bat sie den König, nach Paris vorstoßen zu dürfen – erst nach etlichen strategischen Fehlentscheidungen gab er im September 1429 ihrem Drängen nach. Der Versuch am 8. September 1429 misslang jedoch und Karl VII. wandte sich von ihr ab. Er wollte nun lieber Frieden schließen, entließ Teile der Armee und versagte ihr die Unterstützung in ihrem Bemühen, die Engländer restlos vom Festland zu vertreiben.

### Festnahme und erster Inquisitionsprozess

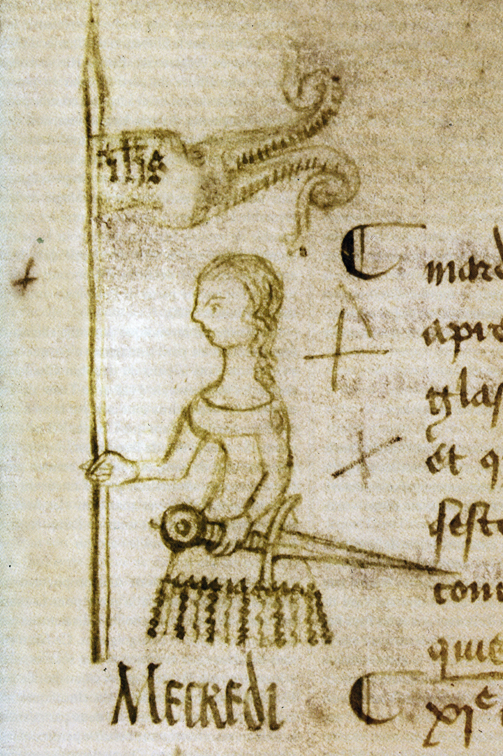
Zeitgenössische Darstellung im Protokoll des Parlaments von Paris, 1429

Die von Jeanne d’Arc betriebene Befreiung von Paris blieb also erfolglos. Sie wurde am 23. Mai 1430 bei Compiègne von Johann von Luxemburg festgenommen und den Burgundern ausgeliefert. Der Herzog von Burgund, Philipp III., wiederum verkaufte Jeanne nach zwei Fluchtversuchen am 18./19. Juni und sieben Monaten in Gefangenschaft für 10.000 Franken an John of Lancaster, den Herzog von Bedford. Dieser hielt sie in der Burg Bouvreuil, dem Sitz der englischen Besatzungsmacht in Frankreich, gefangen, wo sie fünf Monate lang in einem Turm eingesperrt war.
Nach einem drei Monate währenden Prozess unter dem Vorsitz des Bischofs von Beauvais, Pierre Cauchon, wurde sie „wegen ihres Aberglaubens, ihrer Irrlehren und anderer Verbrechen gegen die göttliche Majestät“ – so ein Gutachten der Universität von Paris – verurteilt. Jeanne musste darin ohne rechtlichen Beistand gegen dialektisch und rhetorisch geschulte Kleriker argumentieren. Gefährlich wurden Jeannes gerichtliche Aussagen, als sie sich dem Urteil der Kirche zunächst nicht unterwerfen, sondern nur ein direkt von Gott stammendes Urteil anerkennen wollte. Trotz ihrer einfachen Herkunft und mangelnden Bildung erwies sich Jeanne als rhetorisch sehr geschickt. Auf die Fangfrage „Johanna, seid ihr gewiss, im Stande der Gnade zu sein?“ antwortete sie „Wenn ich es nicht bin, möge mich Gott dahin bringen, wenn ich es bin, möge mich Gott darin erhalten!“. Hätte sie behauptet im Stande der Gnade zu sein, wäre ihr das als häretische Anmaßung ausgelegt worden, hätte sie es geleugnet, so hätte sie ihre Schuld zugegeben.
Am 19. Mai 1431 befand man sie in zwölf von 67 Anklagepunkten für schuldig. Die ursprünglichen Anklagepunkte beschuldigten sie unter anderem des Feenzaubers, des Gebrauchs der Alraunenwurzel, der Häresie, der Anbetung von Dämonen (mit Bezug auf die von Jeanne gehörten Visionen, bei denen sie niederkniete) und des Mordes (da Jeanne nicht als Soldat anerkannt wurde, waren alle Männer, die sie in Schlachten besiegte, als Mordopfer zu betrachten). Als man ihr nach der Urteilsverkündung eröffnete, der Scheiterhaufen erwarte sie, wenn sie ihren Irrglauben nicht einräume, schwor Jeanne ihren Überzeugungen ab. Vermutlich geschah dies aus spontaner Furcht vor dem Feuertod, wie sie auch in ihrem späteren Widerruf des Geständnisses selbst erklärte. Am 24. Mai 1431 wurde auf dem Friedhof von St-Ouen die Exkommunizierung Jeanne d’Arcs vollzogen, die sich in einem öffentlichen Geständnis in allen Anklagepunkten für schuldig befand. Nach ihrem Abschwören verurteilte man sie als Häretikerin zu lebenslanger Haft, was unter normalen Umständen bedeutet hätte, die Schuldige nun in ein kirchliches Gefängnis zu überstellen.

### Zweiter Inquisitionsprozess

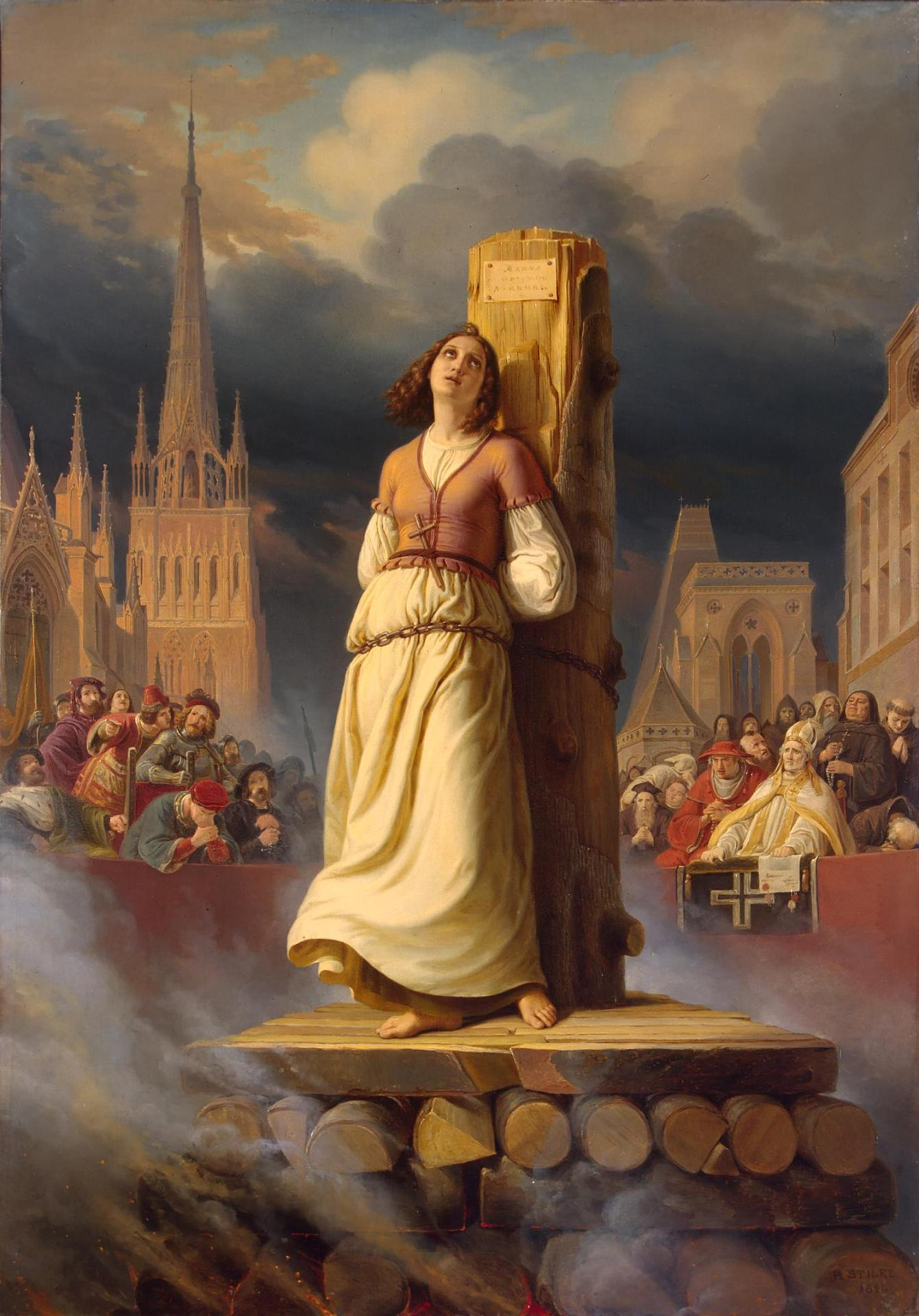
Jeanne d’Arcs Tod auf dem Scheiterhaufen, Historiengemälde von Hermann Stilke, 1843

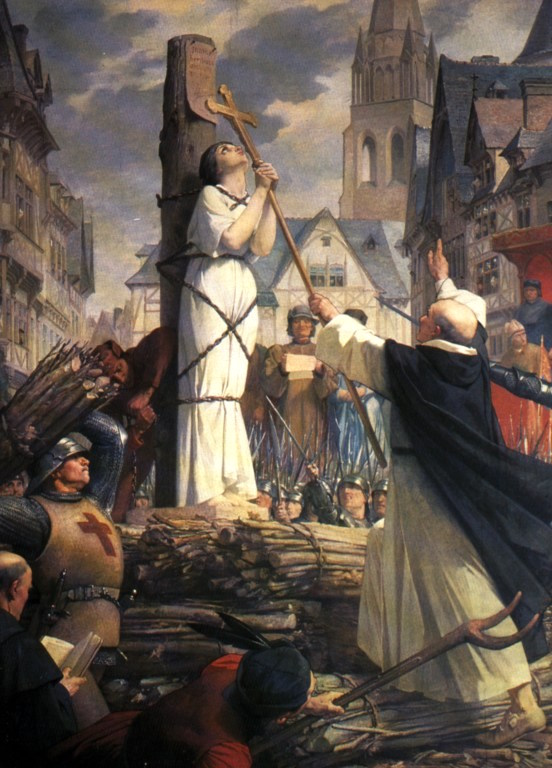
Jeanne d’Arc auf dem Scheiterhaufen (Wandgemälde im Panthéon von Jules Eugène Lenepveu, um 1890)

Aus politischen Gründen war dieses Urteil für die Anhänger des englischen Königshauses unbefriedigend – war der Prozess doch in Gang gebracht worden, um Karl VII. beim geistlichen und weltlichen Adel als Unterstützer einer Häretikerin zu denunzieren und so politisch zu entmachten. Zudem bestand die Gefahr, dass die Anhänger Karls sie aus einem kirchlichen Gefängnis in Frankreich hätten befreien können, um einen erneuten Schlag gegen die englischen Truppen anzuführen. Daher wurde Jeanne d’Arc erneut der Prozess gemacht, der sie schließlich als unbelehrbare Häretikerin aussehen ließ. So wurde ihr nachgewiesen, dass sie in ihrer Gefängniszelle erneut Männerkleidung angelegt hatte. 1450 äußerte sich Jean Massieu dazu zurückhaltend, möglicherweise aufgrund seiner früheren Stellung als Gerichtsdiener. Jeanne habe ihm erzählt, dass man ihr die Frauenkleider weggenommen und Männerkleidung hingeworfen habe, worauf es mit den Bewachern zu einem länger andauernden Streit gekommen und ihr nichts anderes übrig geblieben sei, als die Männerkleidung anzuziehen, da man ihr keine andere mehr gegeben habe. Von den schweren sichtbaren Misshandlungen nach ihrem Widerruf, die ein Augustiner bezeugte, erwähnte er nichts. Ladvenu, dem ihr wohl am nächsten stehenden Bettelmönch, vertraute sie an, furchtbar gequält und misshandelt worden zu sein. Ein Edelmann habe versucht, ihr Gewalt anzutun, was sie auch öffentlich so angab. Zum Schutz ihrer Tugend habe sie die Männerkleidung wieder angelegt. Zudem widerrief sie das Geständnis, das sie wenige Tage zuvor auf dem Friedhof bekundet hatte. Vier Tage später wurde das endgültige Urteil unter der Regentschaft von John of Lancaster gefällt: Verbrennung als notorisch rückfällige Häretikerin auf einem Scheiterhaufen auf dem Marktplatz von Rouen.

### Tod durch Verbrennung
Am Morgen des 30. Mai 1431 wurde Jeanne auf dem Marktplatz von Rouen verbrannt. Ihre Asche wurde in die Seine gestreut, um ihren Anhängern keine Möglichkeiten zu geben, ihre Überreste als Reliquien zu bergen. Dadurch sollte einer Verehrung als Märtyrerin Einhalt geboten werden. Dennoch tauchten gegen Ende des 19. Jahrhunderts angebliche Reliquien in Tours auf. Ein Rippenknochen und ein Kleidungsrest wurden 1867 von einem Apotheker an das Erzbistum übergeben. Bei einer Untersuchung in den Jahren 2006 bis 2007 stellte sich jedoch heraus, dass es sich bei dem Rippenknochen um einen Teil einer ägyptischen Mumie aus vorchristlicher Zeit handelt. Ebenso fanden sich Holzstücke und der Oberschenkelknochen einer Katze. Der Kleidungsrest stammt zwar aus dem 15. Jahrhundert, weist jedoch keinerlei Brandspuren auf.
Jahre nach ihrem Tod gaben mehrere Frauen an, eigentlich Jeanne d’Arc zu sein. Eine dieser Frauen war Jeanne des Armoises.

### Politische Konsequenzen
Der Tod Jeanne d’Arcs und ihr daraus entstandenes Ansehen als Märtyrerin nach ihrem Tod stärkte Karl VII. und schwächte die Burgunder. Diese beschlossen daraufhin, sich von England abzuwenden und Frieden mit dem französischen König zu schließen, da sie fürchteten, ihre Macht wegen ihrer Rolle bei diesem Ereignis zu verlieren. Karl VII. wusste, dass er ihre Unterstützung benötigte, um die Engländer endgültig vertreiben zu können, und empfing die Burgunder daraufhin mit offenen Armen. Dies führte zum Vertrag von Arras im Jahr 1435, in dem die Burgunder Karl VII. gegen Zugeständnisse seinerseits als König von Frankreich anerkannten und dazu, dass die Engländer mit der Zeit aus Frankreich vertrieben wurden und der Hundertjährige Krieg 1453 mit dem Sieg Frankreichs endete.

## Rezeption

### Rehabilitierung
Jeannes Mutter bemühte sich darum, den Prozess neu aufzurollen. 24 Jahre später, am 7. November 1455, eröffnete Karl VII. vor dem Hintergrund veränderter politischer Verhältnisse in der Kathedrale Notre-Dame de Paris einen Rehabilitationsprozess. Karl wollte, nachdem der Hundertjährige Krieg weitgehend zugunsten Frankreichs ausgegangen war, seine Position stärken und der anhaltenden Kritik wegen des Todesurteils gegen die immer noch populäre Jeanne d’Arc ein Ende setzen. Am 7. Juli 1456 wurde das Urteil verkündet: die vollständige Rehabilitierung – allerdings ohne diejenigen zur Verantwortung zu ziehen, die ihren Tod verursacht hatten, zumal die beiden Hauptverantwortlichen bereits verstorben waren.

### Heiligsprechung
Am 18. April 1909 wurde Johanna von Papst Pius X. seliggesprochen und am 16. Mai 1920 von Benedikt XV. heiliggesprochen. Sie ist Schutzpatronin von Frankreich (mit den Heiligen Dionysius, Martin, Ludwig und Thérèse von Lisieux), der Städte Rouen und Orléans, der Telegrafie und des Rundfunks. Diese Heiligsprechung wurde als Zeichen der Versöhnung zwischen dem Vatikan und dem französischen Staat interpretiert, welcher für die Päpste nicht nur wegen des hohen katholischen Bevölkerungsanteils, sondern auch wegen Frankreichs Bedeutung als Kolonialmacht und als Schutzmacht der orientalischen Christen sehr wichtig war.

### Jeanne d’Arc als nationaler Mythos

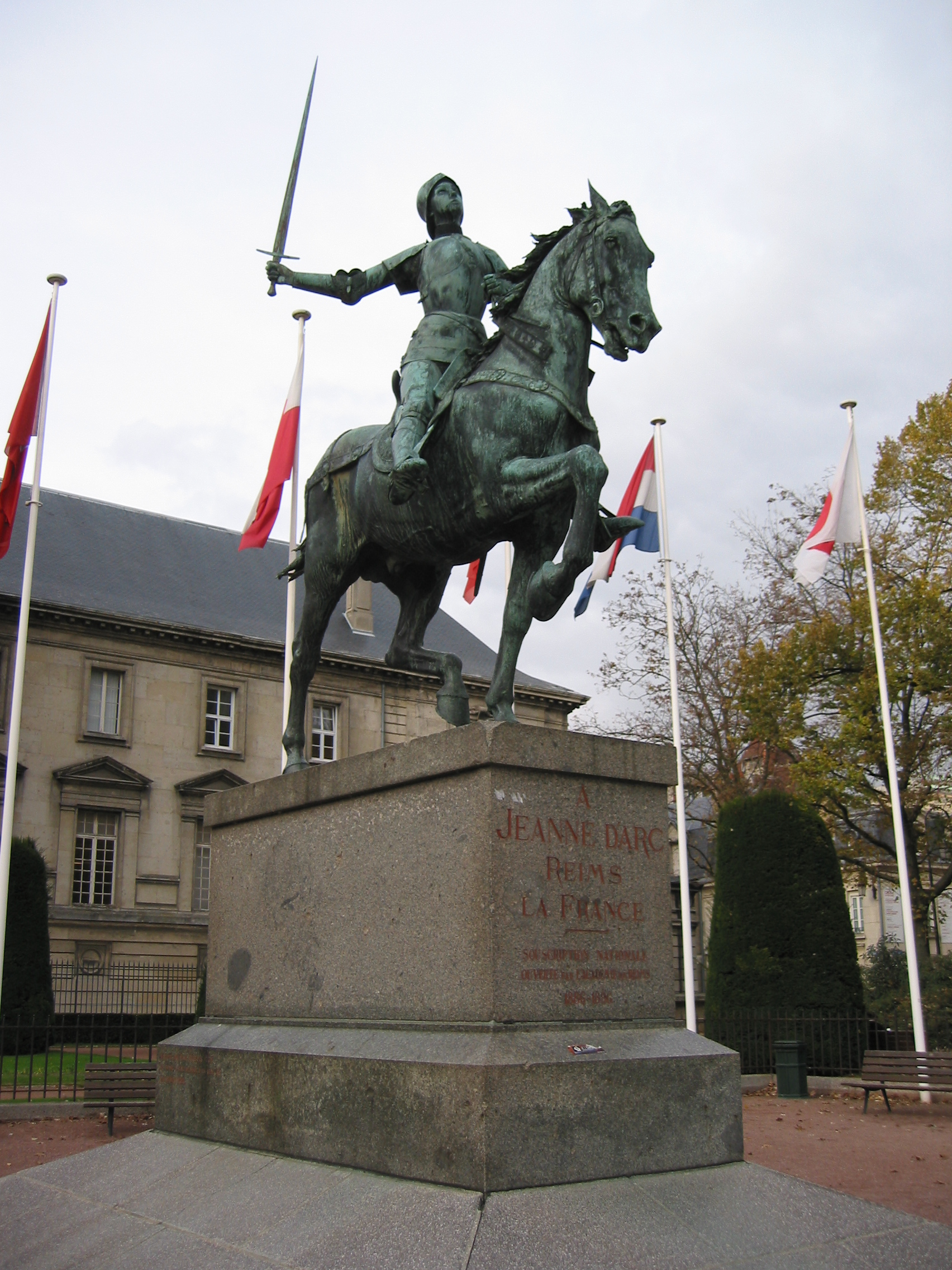
Standbild der Jeanne d’Arc auf dem Place du Parvis, Reims

Im 19. Jahrhundert wurde die Gestalt des heldenhaften Bauernmädchens zu einem Nationalmythos der Franzosen verklärt. Sie wurde zum Stoff von Romanen, Theaterstücken und Gesängen, die teilweise in die Weltliteratur eingingen. Da Jeanne sich selbst la Pucelle („die Jungfrau“) nannte, nahm ihr Heimatort diese Bezeichnung in seinen Namen auf und nannte sich Domrémy-la-Pucelle. Ihr Geburtshaus ist erhalten, daneben ist ihr ein Museum gewidmet. An ihrer Hinrichtungsstätte in Rouen steht heute ein Denkmal, daneben eine 1979 eingeweihte und nach ihr benannte Kirche. Auch viele Historiengemälde verklärten sie, zum Beispiel von Jean-Auguste-Dominique Ingres (1780–1867), Paul Delaroche (1797–1856) oder Jules Eugène Lenepveu (1818–1898), der ihr im Pantheon einen ganzen Zyklus von Wandgemälden widmete.
Die Beliebtheit des Mythos erklärt sich daher, dass Jeanne von beiden Richtungen des stark zerstrittenen politischen Spektrums instrumentalisiert werden konnte: Während die katholischen Monarchisten ihre tiefe Frömmigkeit betonten und Parallelen zur Jungfrau Maria zogen, verwiesen die antiklerikalen liberalen Republikaner auf ihren Mut gegenüber der Obrigkeit, ihren Patriotismus und ihre Herkunft aus der Unterschicht. Während des Zweiten Weltkrieges figurierte sie als Symbolfigur des Widerstandes gegen die deutsche Besatzung, aber auch das Vichy-Regime und der Nationalsozialismus beriefen sich auf sie.
Seit 1945 wird Jeanne d’Arc wegen ihres Widerstands gegen die fremden Besatzer besonders von der extremen Rechten als Ikone verwendet; so begeht der Rassemblement National jährlich am 1. Mai in Paris einen eigenen Gedenktag für die Nationalheilige. In der übrigen französischen Bevölkerung genießt sie zwar weiterhin eine gewisse Beliebtheit, ihr politischer Mythos ist aber weitgehend verblasst.
Am 21. März 2015 wurde ihr zu Ehren im ehemaligen erzbischöflichen Palast von Rouen das neue „Historial Jeanne d’Arc“ eröffnet. Auf einer Fläche von knapp 1.000 Quadratmetern auf fünf Etagen wird die Geschichte der Jungfrau von Orléans nacherzählt.
Bei den Olympischen Spielen in Paris im Jahr 2024 wurde Jeanne d’Arc in der Eröffnungszeremonie referenziert. Eine Person in Ritterrüstung ritt auf einem Schimmel vor und überbrachte die restlichen Meter zu Fuß die Olympische Fahne, welche anschließend gehisst wurde.

#### Dramen
Die Gestalt der Jeanne d’Arc hat Schriftsteller durch die Jahre hinweg immer wieder fasziniert. Wichtige Darstellungen, die eine vielfältige Interpretation ihres Lebens darstellen, wurden von William Shakespeare (Heinrich VI.), Friedrich Schiller (Die Jungfrau von Orleans) und George Bernard Shaw (Die heilige Johanna) geschrieben. Jean Anouilh (L’Alouette, deutsch Jeanne oder Die Lerche) stellt Jeanne als das Mädchen aus dem Volk dar, dessen Begeisterung die Mächtigen zum nationalen Widerstand zwingt.
Bertolt Brecht überträgt in seinem Drama Die heilige Johanna der Schlachthöfe Jeannes Schicksal in die Gegenwart. Hier erscheint sie als Aktivistin der Heilsarmee, die lernen muss, dass religiös motiviertes Mitleid nicht genügt, das Los der Arbeiter zum Besseren zu wenden. In Die Gesichte der Simone Machard versucht ein Mädchen, ihre Umgebung zum Widerstand gegen die deutschen Besatzer zu bewegen, genau wie Jeanne zum Kampf gegen die Engländer aufrief, siehe auch Simone (Drama und Roman) von Lion Feuchtwanger.
Kritisch setzt sich Felix Mitterer 2002 in Johanna oder die Erfindung der Nation mit ihrer Person auseinander. Ein Schicksal: Erhöht und erniedrigt, hoch gehoben, tief fallengelassen, eine, die ganz allein steht und doch unbeirrbar bleibt, ihr Leben als ein Psychodrama.

#### Erzähltexte
Voltaire benutzte den Stoff, um in seinem Komischen Epos Die Jungfrau von 1739 die Kirche zu verhöhnen.
Mark Twain schrieb 1896 unter dem Pseudonym Sieur Louis de Conte eine fiktive Biografie von Jeanne d’Arc: Persönliche Erinnerungen an Jeanne d’Arc (Personal Recollections of Joan of Arc).
Als Reaktion auf eine wachsende, national gefärbte Verehrung der Johanna veröffentlichte Anatole France im Jahr 1908 die Biografie La Vie de Jeanne d’Arc. In der deutschen Übersetzung wird das Werk als „historischer Roman“ ausgewiesen, während es in Frankreich unter „Histoire“ (Geschichte) eingeordnet wird.
1958 griff Alfred Andersch den Stoff in der Erzählung Mit dem Chef nach Chenonceaux auf.
Michel Tournier beschrieb 1983 die Beziehung zwischen Jeanne d’Arc und Ritter Gilles de Rais (1404–1440) und die zutiefst erschütternde und verstörende Wirkung der Hinrichtung Jeannes auf den späteren Serienmörder Gilles de Rais, den er als „Engel der Hölle“ bezeichnet.
Felicitas Hoppe wandte sich 2006 in ihrem postmodernen Roman Johanna gegen herrschende Adaptionen des Mythos Johanna.
Sophie Reyer: 1431. Roman, Verlag Czernin, ISBN 978-3-7076-0726-0

#### Hörspiel
Anna Seghers verfasste zwischen 1933 und 1936 im Pariser Exil das Hörspiel Der Prozess der Jeanne d’Arc zu Rouen 1431. Das Spiel stützt sich auf die Prozessakten, die 1431 in lateinischer Sprache täglich für den Bischof von Beauvais protokolliert wurden, und weicht kaum vom Wortlaut der protokollierten Aussagen ab.
Die Causa Jeanne d'Arc Hörspiel in drei Teilen von Kai Grehn;
Teil 1 – Verurteilungsprozess; Teil 2 – Rehabilitierungsprozess: Die Eröffnung; Teil 3 – Rehabilitierungsprozess: Das Urteil; Regie: Kai Grehn. Produktion: SWR / RBB 2023
Von Jean Anouilh stammt L’Alouette (deutsch Jeanne oder Die Lerche) von 1953.

### Musik

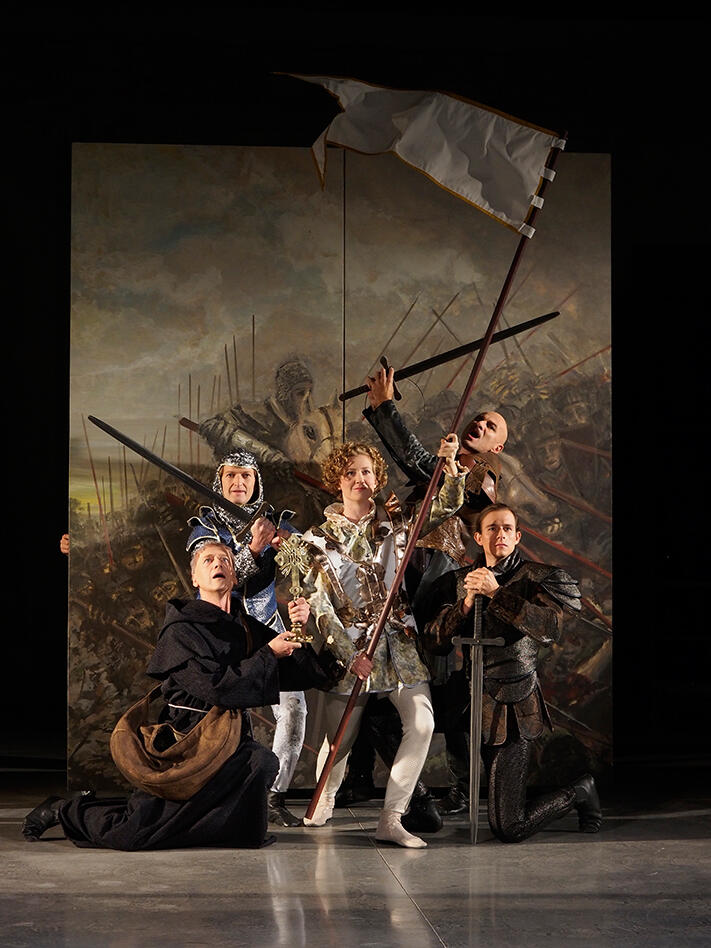
Uraufführung der Kammeroper Jeanne und Gilles sirene 2018

Auch Komponisten und Musiker ließen immer wieder sich von der Gestalt Jeanne d’Arcs inspirieren. Schillers Tragödie Die Jungfrau von Orleans wurde von Giuseppe Verdi als Giovanna d’Arco (1845) vertont. Pjotr Iljitsch Tschaikowskis Oper Orleanskaja dewa (1881) beruht auf einer sehr freien, von Tschaikowsky selbst vorgenommenen Bearbeitung von Schillers Tragödie. Anders als Schiller, bei dem Jeanne auf dem Schlachtfeld als Märtyrin fällt, hält sich Tschaikowsky am Schluss der Handlung an die Historie: Jeanne wird auf dem Scheiterhaufen verbrannt. Gioachino Rossini schrieb 1832 seine Kantate für Mezzosopran und Klavier, Giovanna d’Arco, die er seiner zweiten Frau, Olympe Pélissier widmete. Der italienische Komponist Salvatore Sciarrino orchestrierte das Werk 1989 in der Tradition Rossinis, eine Arbeit, die er auf den Wunsch der Sängerin Teresa Berganza vornahm. Arthur Honegger bearbeitete den Stoff 1938 in seinem Oratorium Jeanne d’Arc au bûcher (deutsch Johanna auf dem Scheiterhaufen). Der mit starken Metaphern arbeitende Text des Werkes stammt von Paul Claudel. Walter Braunfels schrieb in der Inneren Emigration während der Zeit seines von den Nationalsozialisten verhängten Berufsverbotes ab 1938 die zeitkritisch interpretierbare Oper Jeanne d’Arc – Szenen aus dem Leben der Heiligen Johanna op. 57. Der deutsche Komponist Giselher Klebe vertonte Schillers Drama als Oper unter dem Titel Das Mädchen aus Domrémy (Uraufführung 1976 in Stuttgart).
Der französische Chansonnier Georges Brassens vertonte die Ballade des dames du temps jadis François Villons, wo sie als Jeanne la bonne Lorraine vorkommt. Zum Film Die Passion der Jungfrau von Orléans (D, 1928) (Regie: Carl Theodor Dreyer) komponierte Richard Einhorn in den 1980er Jahren einen Soundtrack, der sich musikalisch an mittelalterliche Vokalmusik und Carl Orffs Carmina Burana anlehnt und Textfragmente verschiedener Autoren, z. B. von Hildegard von Bingen, oder auch Jeanne d’Arc selbst vertont.
Im Jahr 2011 wurde Jeanne d’Arc als Musical in London im Dominion Theatre Studio aufgeführt. Musik und Text stammen von Jim Thomas. Maricel Wölk verfasste als Komponistin und Autorin das Musical Jeanne d’Arc – Die Jungfrau von Orléans. Das Musical kam 2019 in der niederländischen Stadt Zoetermeer zur Aufführung.
Kristine Tornquist und François-Pierre Descamps schrieben 2017–2018 im Auftrag des sirene Operntheaters die Kammeroper Jeanne und Gilles, eine Lebensgeschichte der Jeanne d’Arc und des Gilles de Rais als Parabel auf die Sinnlosigkeit des Krieges.
Auch in der Popmusik wird Jeanne d’Arc immer wieder rezipiert. Leonard Cohen ließ sich zum Beispiel von ihrer Geschichte zu seinem 1971 entstandenen Lied Joan Of Arc inspirieren. Die britische Band Orchestral Manoeuvres in the Dark behandelten in zwei Liedern das Leben der Heiligen Jungfrau, in Joan Of Arc von 1981 und in Maid of Orleans (The Waltz Joan of Arc) aus dem Jahr 1982. Kate Bush besang sie in dem Lied Joanni (Album Aerial, 2005) und Arcade Fire mit Joan of Arc (Album Reflektor, 2013). Das tschechische A capella-Quartett 4tet besingt sie in Jeanne d'Arc nach der Melodie von Bright Eyes von Art Garfunkel.
Ende August 2017 wurde von der deutschen Artrock-Band Eloy der erste Teil eines zweiteiligen Konzeptalbums The Vision, the Sword and the Pyre veröffentlicht, das 2019 mit The Vision, the Sword and the Pyre II abgeschlossen wurde; 2023 veröffentlichten Eloy mit Echoes From The Past ein abschließendes Album zu der Thematik; alle Alben beschäftigten sich ebenfalls mit dem Schicksal von Jeanne d’Arc. Zuvor veröffentlichten Eloy die Songs Jeanne d’Arc auf dem 1992 erschienenen Album Destination und Company of Angels auf dem Album The Tides Return Forever von 1994, die ebenfalls Jeanne d’Arc gewidmet waren.
Die deutsche Power-Metal-Band Powerwolf hat sich auf ihrem 2024 erschienenen Album Wake Up the Wicked mit dem Lied Joan Of Arc ebenfalls mit der Geschichte von Jeanne d'Arc beschäftigt.

### Film und Fernsehen
Die Geschichte Jeanne d’Arcs wurde schon zur Zeit der ersten Spielfilme verfilmt. Allein mit Ingrid Bergman gibt es zwei Versionen. 1928 entstand der Stummfilm Die Passion der Jungfrau von Orléans des dänischen Regisseurs Carl Theodor Dreyer mit Maria Falconetti in der Hauptrolle. Eine Version wurde 1999 von Ed Gernon und Christian Duguay (Regie) unter dem Namen Jeanne d’Arc – Die Frau des Jahrtausends verfilmt. In den Hauptrollen spielen Leelee Sobieski als Jeanne d’Arc, Peter O’Toole als Bischof Cauchon und Maximilian Schell als Le’Maitre. 1993 drehte Jacques Rivette den Zweiteiler Johanna, die Jungfrau (Jeanne la Pucelle) mit Sandrine Bonnaire als Johanna.
1999 inszenierte Luc Besson mit Johanna von Orleans eine Neuverfilmung (Milla Jovovich spielte die Hauptrolle, John Malkovich war Karl VII.). In dieser Neuverfilmung wird Jeanne als mit menschlichen Fehlern und Zweifeln beladene Frau dargestellt, die am Ende auch um ihren eigenen Glauben kämpfen muss.
Verfilmungen
- Joan of Arc / The Burning of Joan of Arc (1895, Stummfilm), USA, Regie: Alfred Clark. Fragmente im Centre Jeanne d’Arc in Orléans und in den National Archives of Canada in Ottawa
- L’Exécution de Jeanne d’Arc (1898, Stummfilm, 30 Sekunden), Frankreich, Regie: Georges Hatot
- Domrémy: La Maison de Jeanne d’Arc (1899, Stummfilm, 40 Sekunden), Frankreich, Regie: Brüder Lumière
- Jeanne d’Arc (1900, Uraufführung 11. November 1900, Stummfilm), Frankreich, Regie: Georges Méliès, Titelrolle: Jeanne d’Alcy
- Eine Moderne Jungfrau von Orleans (1900, Uraufführung 1914, Stummfilm), Deutschland, Regie: Max Skladanowsky
- Giovanna d’Arco (1908, Stummfilm), Italien, Regie: Mario Caserini
- Joan the Woman (1916, Uraufführung 25. Dezember 1916, Stummfilm), USA, Paramount, Regie: Cecil B. DeMille, Titelrolle: Geraldine Farrar
- La Passion de Jeanne d’Arc, deutsch: Die Passion der Jungfrau von Orléans (1928, Stummfilm, 85 Minuten), Frankreich, Société Générale de Films, Regie: Carl Theodor Dreyer, Titelrolle: Maria Falconetti
- La merveilleuse vie de Jeanne d’Arc, fille de Lorraine (1928, Stummfilm, 129 Minuten), Frankreich, Aubert-Natan, Regie: Marc de Gastyne, Titelrolle: Simone Genevoix
- Das Mädchen Johanna (1935, 87 Minuten), Deutschland, UFA, Regie: Gustav Ucicky, Titelrolle: Angela Salloker
- Joan of Arc, deutsch: Johanna von Orleans (1948, Farbfilm, 145 Minuten), USA, RKO, Regie: Victor Fleming, Titelrolle: Ingrid Bergman
- Giovanna d’Arco al rogo deutsch: (1954, Farbfilm, 70 Minuten), Frankreich/Italien, Franco-London Film/PCA, Regie: Roberto Rossellini, Titelrolle: Ingrid Bergman
- Jeanne aus dem dreiteiligen Film Liebe, Frauen und Soldaten (1954, Farbfilm), Frankreich/Italien, Franco-London-Film/Continental Produzione, Regie: Jean Delannoy, Titelrolle: Michèle Morgan
- Saint Joan, deutsch Die heilige Johanna (1957, Schwarzweißfilm, 109 Minuten), USA, United Artists, Regie: Otto Preminger, Titelrolle: Jean Seberg
- Le Procès de Jeanne d’Arc, deutsch Der Prozeß der Jeanne d’Arc, (1962, Schwarzweißfilm, 65 Minuten), Frankreich, Agnès Delahaie, Regie: Robert Bresson, Titelrolle: Florence Carrez, 1965 ZDF/1969 Kino B
- Saint Joan (1977, Schwarzweißfilm), England, Triple Action Films/East Midlands Arts Association, Regie: Steven Rubelow, Titelrolle: Monica Buferd (nicht verfügbar, im Besitz des Filmemachers)
- Joan of Arc (1983), Großbritannien, British Film Institute, Regie: Gina Newson
- Jeanne La Pucelle – Les Batailles/Les Prisons, deutsch Johanna, die Jungfrau – Der Kampf/Der Verrat (1994, Farbe, 336 Minuten), Frankreich, France 3 Cinéma/La Sept Cinéma/Pierre Grisé, Regie: Jacques Rivette, Titelrolle: Sandrine Bonnaire
- Jeanne d’Arc, deutsch Johanna von Orléans, kanadische Titel La Messagère: L’Histoire de Jeanne d’Arc bzw. The Messenger: The Story of Joan of Arc (1999, Farbfilm, 150 Minuten), Frankreich, Leeloo Productions/Gaumont, Regie: Luc Besson, Titelrolle: Milla Jovovich
- Joan of Arc, deutsch Jeanne d’Arc – Die Frau des Jahrtausends (1999), Canadian Broadcasting Corporation, Regie: Christian Duguay, Titelrolle: Leelee Sobieski
- Kamikaze Kaito Jeanne (Jeanne, die Kamikaze Diebin) (1998–2000), Japan, Anime- u. Manga-Serie von Arina Tanemura
- Johana deutsch Johanna (2005, Musikfilm), Ungarn, Regie: Kornél Mundruczó, Titelrolle: Orsolya Tóth
- Jeanne Captive (2011), Frankreich, Regie: Philippe Ramos, Titelrolle: Clémence Poésy
- Jeanne d’Arc – Kampf um die Freiheit. (2013), Deutschland Szenische Dokumentation in der Reihe Frauen, die Geschichte machten, 50 Min., Buch: Susanne Utzt, Regie: Christian Twente und Michael Löseke, Erstsendung 3. Dezember 2013 im ZDF, Programminformation
- Jeannette, l’enfance de Jeanne d’Arc, deutsch: (Jeannette – Die Kindheit der Jeanne d’Arc) (2017), Frankreich. Eigenwillige, auf Texten Charles Péguys basierende Interpretation von Kindheit und Jugend der Jeanne d’Arc, Regie: Bruno Dumont
- Jeanne, deutsch: (Jeanne d'Arc) (2019), Frankreich. Zweiter Teil von Dumonts Jeanne d'Arc-Interpretation, Regie: Bruno Dumont
- Der Fall Jeanne d’Arc (2024), Film von Antoine de Meaux und Sarry Long, phoenix/Program33 (Deutschland-Premiere / Deutsche Sprachfassung phoenix)[22]

Verschollene Filme
- La Béatification de Jeanne d’Arc (1900, Stummfilm), Regie: Mario Caserini
- Jeanne d’Arc au bûcher (1905, Stummfilm), Frankreich, Gaumont, Regie: ?, Titelrolle: Boissieu (Mlle. Boissière?)
- Jeanne d’Arc (1908, Stummfilm, 5 Minuten), Frankreich, Pathé, Regie: Albert Capellani
- La vita di Giovana d’Arco (1909, Stummfilm), Italien, Cinès, Regie: Mario Caserini, Titelrolle: Maria Gasperini
- Giovanna d’Arco (1913, Stummfilm), Italien, Pasquali, Regie: Nino Oxilia, Titelrolle: Maria Jacobini
- Jeanne (1914), Italien/Österreich, Regie: Nollif/Wolff[23]

### Computerspiele
- Beim Spiel Jeanne d’Arc von Chip-Software (Joan of Arc: Siege & the Sword), erschienen 1989 für MS-DOS, Amiga und Atari ST, handelt es sich um eine Mischung aus Action- und Rollenspiel, bei dem es darum geht, Frankreich Schritt für Schritt zurückzuerobern.
- In Age of Empires II von 1999 handelt eine Kampagne im Hauptspiel von Johanna von Orléans.
- In dem Spiel Diablo III von Blizzard wurde die Kreuzritterin „Johanna“, eine mit göttlicher Unterstützung streitende Nahkämpferin in schwerer Rüstung, nach ihr benannt.
- Das Spiel Jeanne d’Arc von Sony für die PlayStation Portable hat sie ebenfalls als zentrales Thema.
- In Age of Empires IV von Relic Entertainment und World's Edge handelt eine Zivilisation von Johanna von Orléans